# Sōhei (peintre)
Ne pas confondre avec Sōhei, moine-guerrier.
Sōhei (草坪), de son vrai nom Takahashi U (surnom : Sōhei), est un peintre japonais du XIXe siècle. Né en 1804, à Kizuki, (province de Bungo, la préfecture d'Ōita depuis la fin du XIXe siècle), il meurt en 1835.

## Biographie
Sōhei est un peintre de paysages, de fleurs et d'oiseaux de l'école Nanga (Peinture de lettré), il est le principal disciple et le meilleur élève de Chikuden, alors qu'il arrive à ses dix-neuf ans. Chikuden voit en lui son futur successeur, mais malheureusement il meurt avant son maître qui se lamente devant ce talent disparu sans avoir pu s'exprimer pleinement. Le style de Sōhei reflète celui de Chikuden, sans originalité notoire, et ses peintures, populaires auprès de la classe marchande, n'ajoutent rien de très significatif à la gloire de l'école Nanga. Ses peintures de libellules perchées sur de sveltes bambous, sont très appréciées.